# ديوان ناصر خسرو

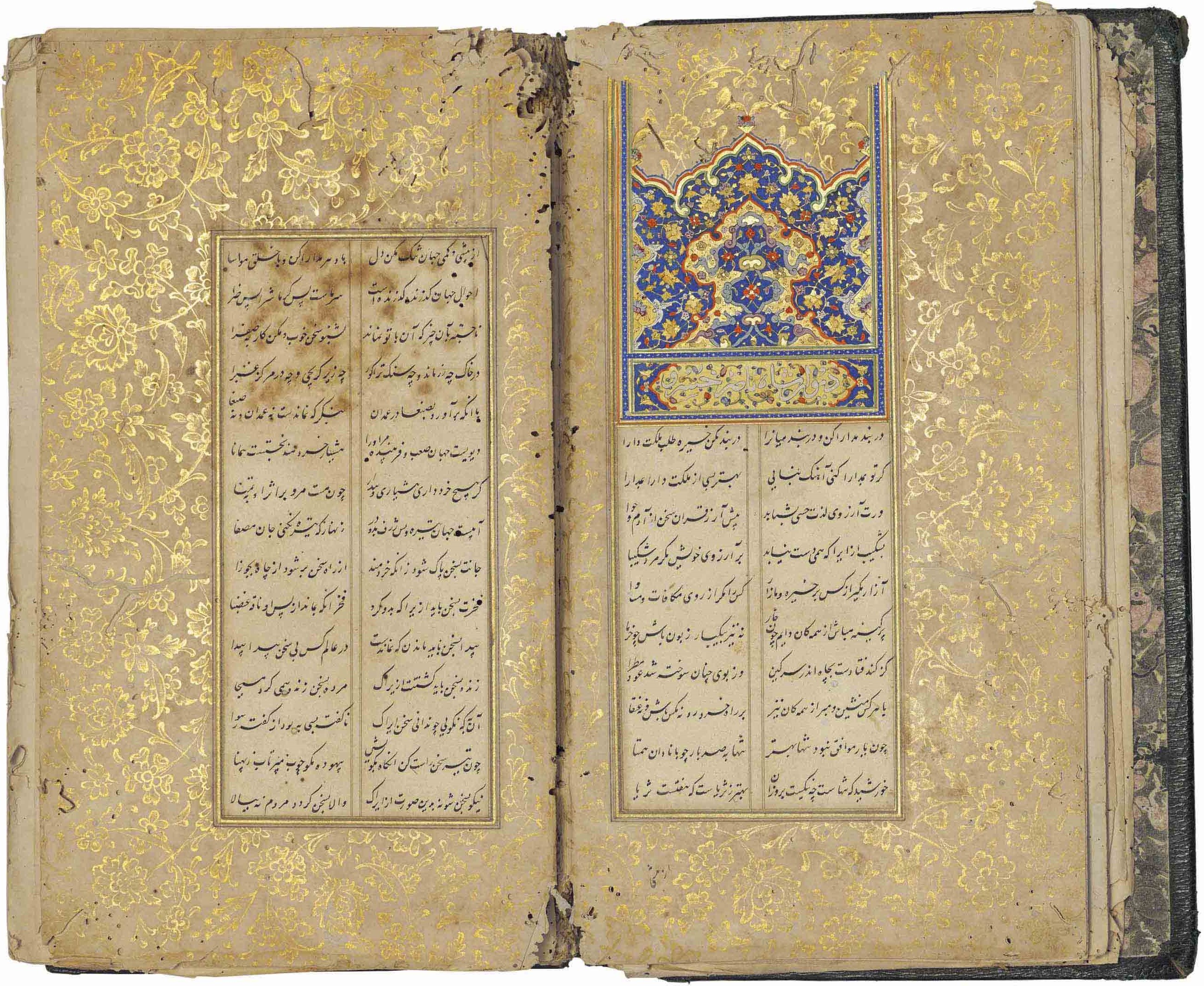
نسخة من ديوان ناصر خسرو، تم إنشاؤها عام 1621 في حيدر آباد.

ديوان ناصر خسرو، هو مجموعة من القصائد كتبها وجمعها ناصر خسرو (1004–1088 م). قام خسرو بتأليف معظم قصائده في وادي يومجان، وهي منطقة جبلية نائية في بدخشان (في أفغانستان الحالية). يحتوي الديوان على حوالي 11,000 بيت من شعر خسرو، تعكس موضوعات فلسفية ودينية وشخصية.

## الشعر
معظم القصائد الواردة في الديوان هي قصائد غنائية منظمة بالقصائد الفارسية التقليدية (شكل منظم من الشعر ذو وزن متقن). تتكون القصيدة من قافية واحدة موزعة على كامل القصيدة. من حيث الإيقاع، يتكون كل بيت من القصيدة من شطرين متساويين. ويحتوي الديوان أيضًا على رباعيات وقصائد قصيرة (حيث يمكن أن تكون القصائد طويلة نسبيًا).
يستخدم خسرو في ديوانه أساليب بلاغية وشعرية متطورة تميز الشعر الفارسي. ويُستخدم مصطلح "سؤال وجواب" بشكل متكرر. ويتم توظيف التكرار المغاير أيضًا، غالبًا مع الكلمات التي تشير إلى الأماكن والأشياء. في كتابها " اصنع درعًا من الحكمة : أبيات مختارة من ديوان ناصر خسرو"، تقدم آنا ماري شيمل مثالاً على التلاعب بكلمة شام بمعنى سوريا، وشام التي تدل على "المساء"، والذي يظهر في جميع أنحاء الديوان. إن الجمع بين البنية المحددة والأجهزة الشعرية المتنوعة يضيف إلى أناقة ورقي شعره، مما يجعل هذه الديوان واحد من أعظم الدواوين في الأدب الفارسي.

## المحتوى
على عكس شعر شعراء البلاط الفارسي التقليدي، والذي أظهر خسرو اشمئزازه منه في ديوانه، فإن شعر خسرو يستكشف موضوعات تشمل (ولكن لا تقتصر على) الفلسفة، وخاصة الأخلاق والميتافيزيقيا، والدين، والسعي وراء المعرفة، والإيمان والمنطق، والعالم الطبيعي. إن الإطار والموضوع الأساسي لديوانه هو ديني بطبيعته. وتشير شيمل إلى أن حتى الأوصاف الخارجية التي قدمها خسرو للطبيعة مرتبطة بالخالق والقرآن. في جميع القصائد، يحث خسرو على أهمية التفسير الباطني للقرآن، وكذلك الطقوس والممارسات الخارجية.
هناك أيضًا أمثلة على التعليق التاريخي والعاطفة الشخصية والشوق والتعبير موجودة في شعره ( الديوان 65: 18-20؛ تعليقات خسرو على غزو خراسان من قبل السلاجقة). وعلى وجه الخصوص، يخصص ناصر خسرو أبياتًا طويلة للخليفة والإمام الإسماعيلي المستنصر بالله الذي حكم الدولة الفاطمية في ذلك الوقت.
لا يزال الديوان قيد التحليل فيما يتعلق بمزاياه التاريخية والفلسفية والأدبية.

## الجدل
لقد كان هناك جدل طويل الأمد حول مؤلف كتاب السعادة نامه (كتاب السعادة)، الذي نُشر في طبعة الديوان 1925–1928. وبفضل تعاون العلماء في أوائل القرن العشرين، تمت إضافته إلى الطبعة المذكورة أعلاه. ويزعم البعض أن هذه القصيدة المطولة قد كتبها في الواقع رجل يحمل نفس الاسم: ناصر خسرو الأصفهاني. وقد ذكر ذلك محمد تقي بهار في (سابق الشناسي).